# Bloc de la taula periòdica
La taula periòdica dels elements es pot dividir en blocs d'elements segons l'orbital atòmic que estiguen ocupant els electrons més externs (vegeu configuració electrònica).
Els blocs s'anomenen segons la lletra que fa referència a l'orbital més extern: s, p, d, f i g (hipotètic). Podria haver-hi més elements que ompliren altres orbitals, però no s'han sintetitzat o descobert. En el cas que calgués fer-ho, es continuaria amb l'ordre alfabètic per a nomenar-los.
| Blocs d'elements                           |
| bloc s - bloc p - bloc d - bloc f - bloc g |
| Blocs de la taula periòdica                |

Alguns blocs contenen diversos grups de la taula periòdica (per exemple, el bloc s conté els grups 1 i 2), d'altres es corresponen amb les sèries químiques.